# Moussonia rupicola
Moussonia rupicola là một loài thực vật có hoa trong họ Tai voi. Loài này được (Standl. & L.O. Williams) Wiehler mô tả khoa học đầu tiên năm 1975.